# Облога, або Шахи зі смертю (роман)
Облога, або шахи зі смертю (ісп. El asedio) – роман іспанського письменника Артуро Перес-Реверте, опублікований у 2010 році видавництвом Alfaguara. Як зазначив автор, «це не історичний роман і не про Визвольну війну…». Це «повний пригод роман.. кількох персонажів із різними історіями, чиї життя перетинаються, чиї погляди і конфлікти безпосередньо пов’язані із теперішнім часом…».

## Сюжет
Події роману відбуваються в ході наполеонівських війн під час облоги Кадіса французькими військами.
Незважаючи на війну, життя у місті продовжується. Представники ділових кіл укладають угоди задля можливості подальшого ведення справ, політики обговорюють повстання в американських колоніях, кортеси ухвалюють Конституцію.
В цей час комісар поліції Рохеліо Тисон розслідує вбивства молодих дівчат, яких вбивають з особливою жорстокістю. Він ділиться своїми думками із професором Боррулем, з яким майже щодня грає у шахи. Місто йому також уявляється шаховою дошкою, де вбивця робить свої кроки у якійсь системній послідовності. Намагаючись її дослідити, Тисон спочатку пов’язує дії злочинця із сюжетом поеми Софокла «Аякс». Потім його увагу привертає факт, що дівчат вбивали після вибухів  та поблизу місць падіння французьких снарядів. Під час своїх розрахунків ймовірних дій вбивці, комісар, навіть, спілкується із командиром французької артилерійської батареї, що методично обстрілює Кадіс.
Аналізуючи всю наявну інформацію, Тисон врешті решт ловить вбивцю.
Майже водночас, відступом французьких військ, закінчується й облога Кадіса.

## Сприйняття
Роман отримав схвальні відгуки. За публікацією видання El Espanol, «автор написав роман, як того і бажав, використовуючи свою неодноразово визнану майстерність оповідача».